# Cherbezatina laevis
Cherbezatina laevis är en skalbaggsart som beskrevs av Marc Lacroix 1993. Cherbezatina laevis ingår i släktet Cherbezatina och familjen Melolonthidae. Inga underarter finns listade i Catalogue of Life.